# Protaetia chicheryiana
Protaetia chicheryiana är en skalbaggsart som beskrevs av Franz Antoine 1992. Protaetia chicheryiana ingår i släktet Protaetia och familjen Cetoniidae. Inga underarter finns listade i Catalogue of Life.